# Hideki Sakurai
Hideki Sakurai (櫻井 英樹, Sakurai Hideki, né le 16 mai 1931) et mort le 17 juillet 2024, est un chimiste japonais qui a donné son nom à la réaction de Sakurai qu'il découvre en 1976.

## Sources
- (en) Mitsuo Kira, « Hideki Sakurai », Journal of Organometallic Chemistry, vol. 499, nos 1–2,‎ 1995, vii–x (DOI 10.1016/0022-328X(95)90915-2)